# Samostoyatelnaya zhizn
Samostoyatelnaya zhizn é um filme de drama russo de 1992 dirigido e escrito por Vitali Kanevsky. Estrelado por Pavel Nazarov, Dinara Drukarova e Toshihiro Vatanabe, venceu o Prêmio do Júri do Festival de Cannes.

## Elenco
- Pavel Nazarov - Valerka
- Dinara Drukarova - Valya
- Toshihiro Vatanabe - Yamamoto
- Yelena Popova - mãe de Valerka
- Lyana Zhvaniya
- M. Aleksandrov